# Кузьминское (Селижаровский район)
Кузьминское — деревня в Селижаровском муниципальном округе Тверской области.

## География
Находится в западной части Тверской области на расстоянии приблизительно 4 км на север-северо-восток по прямой от административного центра округа поселка Селижарово.

## История
Деревня была отмечена еще на карте Менде (состояние местности на 1848 год). В 1859 году здесь (деревня Осташковского уезда Тверской губернии) было учтено 18 дворов, в 1939 — 20. До 2017 года входила в состав Ларионовского сельского поселения, с 2017 по 2020 год в составе Селижаровского сельского поселения Селижаровского района до их упразднения.

## Население
Численность населения: 139 человек (1859 год), 13 (русские 100 %) 2002 году, 15 в 2010.